# Olga Valerianovna Palej

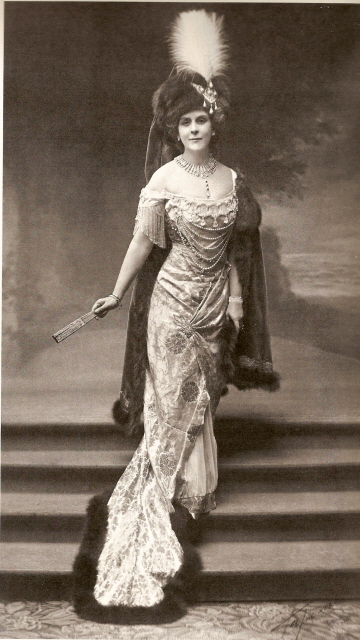
Olga Valerianovna Palej hercegné és Hohenfelsen grófnő

Olga Valerianovna Palej hercegné és von Hohenfelsen grófnő, született Olga Valerianovna Karnova (oroszul: Ольга Валериановна Карнова, Княгиня Палей, németül: Gräfin Olga Valerianowna von Hohenfelsen; Szentpétervár, 1866. december 2. – Párizs, 1929. november 2.) orosz és német nemes, morganatikus házassága révén Palej hercegné és Hohenfelsen grófnő, Pavel Alekszandrovics orosz nagyherceggel kötött rangon aluli házassága miatt száműzték Oroszországból.

## Élete
Olga Valerianovna Karnova 1866-ban született Szentpétervárott a polgári származású Valerian Valerianovics Karnov és a magyar felmenőkkel is rendelkező Olga Vasziljevna Meszaros leányaként. 1884. május 30-án, huszonkét évesen feleségül ment egy német kisnemesi család sarjához, az orosz cári haderőknél szolgáló Erik Gerhard Augusztyinovics von Pistohlkors ezredeshez (1853–1935). A párnak három gyermeke született:
- Alekszandr Erikovics von Pistohlkors (1885–1944), Alekszandra Alekszandrovna Tanyejeva orosz nemest vette feleségül
- Olga Erikovna von Pistohlkors (1888–1963), előbb nőül ment Alexander von Kreutz grófoz, majd Sergius von Kudaschew herceghez
- Marianna Erikovna von Pistohlkors (1890–1976), nőül ment Nicholas von Zarnekau grófoz.

Von Pistohlkorsszal kötött házassága hamar zátonyra futott, Olga Valerianovna 1893-ban már válni készült férjétől, mikor megismerkedett férje felettesének öccsével, a négy évvel azelőtt megözvegyült Pavel Alekszandrovics orosz nagyherceggel, II. Sándor cár legifjabb fiával. Olga Valerianovna viszonyt kezdett a nagyherceggel, aki közbenjárt II. Miklós cárnál a von Pistohlkorstól való válás engedélyezéséért. A cár, aki gyanította nagybátyja szándékát, csak azzal a feltétellel egyezett bele a válásba, hogy Pavel nagyherceg a szavát adja arra, hogy nem veszi el Olga Valerianovnát.
1894-ben Olga Karnova elvált von Pistohlkorstól, továbbra is fenntartva kapcsolatát a nagyherceggel. Első gyermekük 1897-ben jött világra. 1902-ben, második gyermekük érkezése előtt Pavel Alekszandrovics magukra hagyta első házasságából származó törvényes utódjait, és szeretőjével elmenekült Oroszországból. 1902. október 10-én egy livornói ortodox templomban elvette feleségül Olga Valerianovnát. Mikor ennek híre ment, nagy botrányt kavart a cári udvarban. II. Miklós cár megfosztotta katonai rangjától a nagyherceget, és száműzte Oroszországból. A cári família Családi Szabályzata szerint ugyanis a családtagok csak cári engedéllyel köthettek házasságot egy uralkodóházból származó személlyel. Mivel e feltételek egyike sem teljesült Pavel nagyherceg esetében, frigye Olga Valerianovnával morganatikusnak és Oroszországban törvénytelennek számított.
Pavel Alekszandrovics és Olga Valerianovna Franciaországban telepedtek le. 1904-ben Luitpold bajor királyi régensherceg a „Hohenfelsen” grófi címet adományozta Olga Valerianovna és törvénytelen gyermekei számára, ugyanakkor ez nem jelentette a házasság elfogadását. A nagyherceg és Olga Valerianovna boldog házasságából három gyermek származott

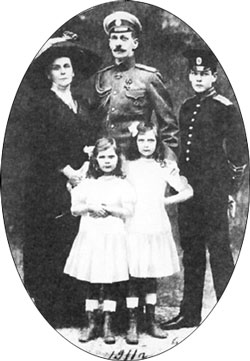
Olga Valerianovna második családja körében (1911)

- Vlagyimir Pavlovics (1897–1918), tehetséges költő, kivégezték a bolsevikok
- Irina Pavlovna (1903–1990), első házassága révén Romanovszkaja hercegné, második házassága révén de Monbrison grófné
- Natalja Pavlovna (1905–1981), híres modell és filmszínésznő, előbb Lucien Lelong, majd John Chapman Wilson felesége.

1914-ben Pavel nagyherceg kibékült orosz rokonaival, és második családjával visszatért Oroszországba, ahol Carszkoje Szelóban telepedtek le. 1915. augusztus 28-án megbocsátásának jeleként II. Miklós cár elismerte Olga Valerianovnát nagybátyja feleségeként, a „Palej” hercegi címet adományozva neki és gyermekeinek.
1917-ben, a cári rendszer megdöntése, majd a bolsevikok hatalomátvétele után a családot házi őrizetbe vették. Az ekkor már nagybeteg Pavel nagyherceget elszakították feleségétől és gyermekeitől, és több rokonával együtt börtönbe vetették. Szintén a bolsevikok fogságába került Vlagyimir Pavlovics herceg is, őt Jelizaveta Fjodorovna nagyhercegné, Szergej Mihajlovics nagyherceg és Konsztantyin Konsztantyinovics nagyherceg fiainak társaságában börtönözték be Alapajevszkben. 1918. július 18-án Vlagyimir Pavlovicsot, 1919. január 29-én Pavel Alekszandrovicsot végezték ki. Olga Valerianovna mindent elkövetett annak érdekében, hogy férjét és fiát kiszabadítsa; de a bolsevikok még férje eltemetését sem engedték meg neki. Pavel nagyherceg és Vlagyimir Pavlovics halálhíre mélyen megrendítette a hercegnőt: „miközben úgy éreztem, mintha Krisztus súlyos keresztje dőlt volna a vállamra, megértettem, hogy nem maradt más számomra ebben az életben, csak a kötelesség. Kötelességem élni a két lányomért, egészen addig, amíg szükségük lehet rám…”.
Olga Valerianovna és leányai nem forogtak veszélyben, a bolsevik vezetés szemet hunyt Finnországba történő 1920-as menekülésük felett. A hercegné és leányai Franciaországban telepedtek le, a cári család legtöbb megmenekült tagjához hasonlóan. Otthonukat Biarritz-ban építették fel, abban a városban, ahol házasságuk elején Olga Valerianovna és Pavel nagyherceg élt. Ezzel egyben a hercegné a hitelezők elől is menekült, mivel a forradalom miatt nem tudta kifizetni nekik Carszkoje Szeló-i palotájuk építésének költségeit. A hercegné minden megmaradt vagyonát leányaira és az orosz emigránsok megsegítésére költötte; számtalan jótékonysági estélyt, bált és rendezvényt szervezett honfitársait támogatandó.
Olga Valerianovna Palej hercegné rákos megbetegedés következtében, „teljesen elcsigázva és elszegényedve” hunyt el 1929. november 2-án a francia fővárosban. Memoárjait Oroszországi emlékek címmel adták ki.